# Sweet November
Sweet November is een Amerikaanse dramafilm onder regie van Pat O'Connor. Deze ging op 12 mei 2001 in de Verenigde Staten in première. Het verhaal werd geschreven en eerder in 1968 onder dezelfde titel uitgebracht door Herman Raucher. De vernieuwde versie werd bewerkt door Kurt Voelker en Paul Yurick.

## Verhaal
Nelson Moss (Keanu Reeves) werkt samen met Vince Holland (Greg Germann) voor een reclamebureau en is daarmee dag en nacht bezig. Hij ontmoet op een dag Sara Deever (Charlize Theron), die precies het tegenovergestelde is van Nelson. Ze doet waar ze zin in heeft en geniet van elke dag. Sara vraagt Nelson om één maand bij haar te komen wonen, zodat zij hem kan 'helpen'. Nelson ziet dat niet zitten, totdat hij ontslagen wordt en zijn vriendin Angelica (Lauren Graham) hem verlaat. Hij wil het daarop in eerste instantie voor één dag proberen. Sara belooft hem dat zijn leven zal veranderen.
Nelson bedenkt zich al snel dat hij langer wil blijven. Voor Sara blijkt het echter niet de eerste keer dat ze dit doet. Ze heeft daarbij haar regels voor het helpen van vreemden, want iedereen die ze in huis neemt, moet na één maand ook weer uit haar leven verdwijnen. Alleen wordt ze ditmaal verliefd op Nelson, wat tegen haar eigen regels is. De liefde is bovendien wederzijds. Sara wil zich hier uit alle macht tegen verzetten, maar weigert Nelson te vertellen waarom. Alleen haar homoseksuele vrienden Chaz Watley (Jason Isaacs) en Brandon (Michael Rosenbaum) weten wat er speelt, maar haar geheim is bij hen veilig. Sara lijdt aan non-hodgkinlymfoom in een terminale fase.

## Rolverdeling
| Acteur            | Personage    |
| ----------------- | ------------ |
| Charlize Theron   | Sara Deever  |
| Keanu Reeves      | Nelson Moss  |
| Jason Isaacs      | Chaz         |
| Greg Germann      | Vince        |
| Liam Aiken        | Abner        |
| Lauren Graham     | Angelica     |
| Frank Langella    | Edgar Prince |
| Michael Rosenbaum | Brandon      |

## Filmmuziek
1. Shame – BT
2. Rock DJ – Robbie Williams
3. Heart door – Paula Cole & Dolly Parton
4. Calafia – Jump with Joey
5. Off the hook – Barenaked Ladies
6. Consequences of falling – k.d. lang
7. My number – Tegan and Sara
8. The other half of me – Bobby Darin
9. Baby work out – Jackie Wilson
10. Middle of the night – Rick Braun
11. Only time – Enya
12. You deserve to be loved – Tracy Dawn
13. Touched bij an angel – Stevie Nicks
14. Time after time – Keanu Reeves
15. Wherever you are – Larry Klein
16. Cellophane – Amanda Ghost

## Prijzen
In 2001 werd de film genomineerd voor slechtste remake en ook beide hoofdrolspelers Keanu Reeves en Charlize Theron werden genomineerd voor slechtste acteur en actrice voor de Golden Raspberry Awards 2001.

## Trivia
- Charlize Theron en Keanu Reeves speelden eerder samen - ook als stel - in de film The Devil's Advocate uit 1997.